# Коефіцієнт обіговості дебіторської заборгованості
Період оборотності дебіторської заборгованості (CP)
Період оборотності дебіторської заборгованості (Average collection period) показує середнє число днів, необхідне для стягнення заборгованості. Показник розраховується як відношення середньорічної суми дебіторської заборгованості до величини щоденної виручки. Щоденна виручка визначається як результат ділення суми виручки від реалізації продукції, отриманої протягом року, на 365 днів.
Чим менше цей показник, тим швидше дебіторська заборгованість перетворюється в кошти, а отже підвищується ліквідність оборотних коштів підприємства. Високе значення коефіцієнта може свідчити про труднощі, що виникли при стягненні коштів по рахунках дебіторів.
Формула розрахунку:
CP = (Середня дебіторська заборгованість / Обсяг продажу) * 365
,де: Середня дебіторська заборгованість - середньорічне значення дебіторської заборгованості і зазвичай визначається як сума на початок і на кінець року, поділена навпіл, хоча можливо і більш детальне вивчення її змін протягом року.
Обсяг продажу - річний оборот компанії;
CP показує, наскільки ефективно компанія організувала роботу по забезпеченню фінансових надходжень за свою продукцію. Зниження даного показника може сигналізувати про зростання числа неплатоспроможних клієнтів та інших проблемах збуту, але може бути пов'язаний і з перехідом компанії до більш м'якої політики взаємовідносин з клієнтами, спрямованої на розширення частки ринку. Чим нижче обіговість дебіторської заборгованості, тим вище будуть потреби компанії в обіговому капіталі для розширення обсягу збуту.
Згідно з міжнародними стандартами бізнес-планування  застосовується як один з фінансових показників ефективності бізнес-планів